# Cosmia pallescens
Cosmia pallescens là một loài bướm đêm trong họ Noctuidae.